# Mutum-de-penacho
O mutum-de-penacho (nome científico: Crax fasciolata Spix) é uma ave da família dos cracídeos. Pode ser encontrada ao sul do Rio Amazonas, do Rio Tapajós ao Maranhão e, através do Brasil Central e à região sudeste do Brasil, ocorrendo também nas fronteiras com os vizinhos Paraguai, Bolívia e Argentina.

## No Brasil
Ocorre nas seguintes unidades federativas do Brasil:
Goiás, Maranhão, Minas Gerais, Mato Grosso do Sul, Mato Grosso, Pará, Paraná, Rondônia, São Paulo (estado) e Tocantins.
Ocorre nos seguintes biomas:
Amazônia, Cerrado, Mata Atlântica e Pantanal

## Subespécies
São, atualmente, reconhecidas três subespécies:
C. f. fasciolata - Pode ser encontrada no centro e sudoeste do Brasil, no Paraguai e no norte da Argentina;
C. f. pinima - Pode ser encontrada no nordeste da Amazônia brasileira;  C. f. grayi - Que se encontra no leste da Bolívia.
Os holótipos de Mutum-pinima, que foram coletados mostram que a espécie habita matas de terra firme primárias, ocorrendo avistamentos em densas florestas ombrófilas.
O Comitê Brasileiro de Registros Ornitológicos reconhece, ainda a subespécie C. f. xavieri, que foi descrita a partir de exemplares de cativeiro, dos quais não se tem notícia. De validade duvidosa, pode ser apenas uma variação da forma nominal, mas a sua suposta distribuição geográfica indica a necessidade de mais estudos.

## Identificação
Existe dimorfismo sexual. Os machos têm uma crista de penas negras e enroladas, a cera (base do bico) amarela e a plumagem predominantemente negra, com a região abdominal e cloacal de cor branca, tal como na extremidade das penas caudais. As fêmeas apresentam uma crista de penas brancas e negras, plumagem negra na região dorsal marcada por estriações de cor clara e penas de cor castanha no abdómen e na região cloacal. Os machos das três subespécies reconhecidas nesta espécie não apresentam diferenças notórias, ao contrário do que sucede com as fêmeas, que se distinguem, principalmente, com base na tonalidade da região ventral, na extensão e tipo de estriações e na quantidade de branco na crista.

## Hábitos
Ocorre solitário ou aos pares em Cerrado, mata de galeria, buritizal, áreas abertas, plantações, campos sujos, varjões de buritirana no sudeste do Pará, praias fluviais e matas secas.

## Dieta
Alimentam-se de frutos, sementes e flores de Ipê(Tabebuia), normalmente coletados do solo.

## Reprodução
A época de nidificação decorre de novembro a dezembro. O ninho é construído nas árvores, com ramos e folhas, e ambos os sexos participam nesta atividade. A postura é de dois ovos, cuja incubação dura 30 dias e é realizada apenas pela fêmea. As crias são nidífugas, isto é, abandonam o ninho precocemente, neste caso imediatamente após a eclosão; depois, começam a alimentar-se sozinhas, mas seguem a progenitora até serem independentes

## Principais Ameaças e Estado de Conservação
O Mutum-de-penacho tem sido vítima do tráfico ilegal de animais silvestres, seu porte avantajado também o torna alvo de caçadores e a fragmentação de seus habitats são as principais ameaças à espécie.
O estado de conservação varia conforme a Unidades federativas do Brasil, porém, como um todo a espécie tem se saído bem, o ICMBio categoriza a espécie como Menos Preocupante ou LC nos padrões IUCN.